# Indrikoter
Indrikoter (znanstveno ime Indricotheriinae) je poddružina Hyracodontidae, skupine dolgoustnih, brezrogih nosorogov, ki so se razvili v eocenu in se nadaljevali v zgodnji miocen. Zgodnji hirakodontidi, kot so bili Hyracodon, so bile srednje velike, hitre, lahko grajene živali z malo podobnosti modernim nosorogom . Ne glede na prej povedano, so se skozi pozni eocen in zgodnji oligocen, indrikoterji razvili in hitro zrasli v višino . Uspevali so v deževnih gozdovih obalnih regijih, ki so kasneje postale Kazakstan, Pakistan, in jugozahodna Ljudska republika Kitajska, in naprej v kontinentalno centralno Azijo.
Indrikoterji so dosegli vrh svoje evolucije od srede oligocena do zgodnjega miocena, kjer so bili resnično gigantske živali, ki so jih predstavljali vrsti Indricotherium in Paraceratherium (ti dve vrsti sta mogoče sinonima, vendar je verjetno obstajalo več različnih vrst). To so bili največji sesalci, ki so kdarkoli živeli, enake velikosti kot srednje veliki dinozavri. Kljub temu so ostali omejeni na centralno Azijo, ki je bila tisti čas velika, gozdno-grmičasta regija. Trčenje Indijskega podkontinenta in tvorba Himalajskega pogorja je vodila do globalnega ohlajanja, nastajanja puščav in izginotja gozdnih površin, ki je povzročila propad te vrste. Določene neidentidicirane vrste so mogoče živele v Mongoliji in drugih mestih po Rusiji.

## V kulturi
Pojavil se je v TV seriji Sprehod z zvermi.